# Pays de la Haute Sarthe
 (juin 2025).
Motif : Absence de sources secondaires
- Archive Wikiwix
- Bing
- Cairn
- DuckDuckGo
- E. Universalis
- Gallica
- Google
- G. Books
- G. News
- G. Scholar
- Persée
- Qwant
- (zh) Baidu
- (ru) Yandex
- (wd) trouver des œuvres sur Wikidata

| 1. | Préciser le motif de la pose du bandeau. | Précisez le motif de la pose du bandeau en utilisant la syntaxe suivante : {{admissibilité à vérifier\|date=juillet 2025\|motif=remplacez ce texte par le motif}}                            |
| 2. | Informer les utilisateurs concernés.     | Pensez à avertir le créateur de l'article, par exemple, en insérant le code ci-dessous sur sa page de discussion : {{subst:avertissement admissibilité à vérifier\|Pays de la Haute Sarthe}} |

Le Pays de la Haute Sarthe était un Pays français, situé dans le département de la Sarthe et la région Pays de la Loire.
La structure porteuse est radiée du registre des sociétés en aout 2021.

## Description
6 intercommunalités
1. Communauté de communes des Alpes Mancelles
2. Communauté de communes de la Champagne Conlinoise
3. Communauté de communes du Pays Belmontais
4. Communauté de communes du Pays Marollais
5. Communauté de communes du Pays de Sillé
6. Communauté de communes des Portes du Maine Normand

ainsi que les communes de Mont-Saint-Jean, Montreuil-le-Chétif et Nauvay.